# Tusse Chiza
Tousin Michael Chiza vagy művésznevén Tusse (2002. január 1. –) kongói–svéd énekes. Ő képviselte Svédországot a 2021-es Eurovíziós Dalfesztiválon, Rotterdamban.

## Zenei karrier
2015-ben a migrációs válság során egyedül érkezett a Kongói Demokratikus Köztársaságból Svédországba, mindössze 13 évesen.
2018-ban részt vett a TV4 kereskedelmi televíziócsatorna Talang című svéd tehetségkutató műsorban, ahol az elődöntőig jutott. 2019-ben megnyerte az Idol című énekes tehetségkutató tizenötödik évadját.
2020. december 3-án a Sveriges Television (SVT) bejelentette, hogy Voices című dala bekerült a Melodifestivalen 2021-es mezőnyébe. 2021. március 13-án megnyerte a verseny döntőjét, így ő képviselheti Svédországot a 2021-es Eurovíziós Dalfesztiválon.